# Couvent des Cordeliers de Paris
Pour les articles homonymes, voir Couvent des Cordeliers.
Le couvent des Cordeliers de Paris, « Les Cordeliers », est un site historique et universitaire du 6e arrondissement de Paris, implanté dans le quartier latin, au 15, rue de l'École-de-Médecine. Il tire son nom de l'ancien couvent des Cordeliers, un établissement monastique fondé grâce aux largesses du roi Louis IX et issu de l'ordre franciscain. Seul le réfectoire du couvent subsiste aujourd'hui de l'édifice d'origine, récemment restauré par la RIVP.
Pendant la Révolution française, le couvent des Cordeliers devient le siège du Club des Cordeliers de Danton et Desmoulins. Sous l'Empire, il devient le siège de l'École pratique de la faculté de médecine de Paris.
Le couvent des Cordeliers abrite aujourd'hui : 
- la faculté de santé de l'université Paris-Cité, et son UFR de médecine, l'une des deux héritières de la faculté de médecine de Paris ;
- la faculté de santé de Sorbonne Université, dont la scolarité du 3e cycle de médecine, le centre de recherche des Cordeliers (CRC), ainsi que les services de la présidence de Sorbonne Université au sein du cloître ;
- le musée Dupuytren de Sorbonne Université, jusqu'en 2016 ;

## Historique

### Origines

#### Le couvent
Au XIIIe siècle, l'abbaye Saint-Germain-des-Prés prêta un ancien champ de vigne aux Franciscains de France, les « Cordeliers », sur ordre de Saint Louis, où sa fille Blanche s'y fera notamment inhumée. La construction du réfectoire du couvent des Cordeliers débute alors, pour s'achever en 1506. Les Cordeliers y bâtirent un couvent, deux cloîtres, un réfectoire – seul vestige de l'ensemble visible aujourd'hui, plusieurs jardins ainsi qu'une chapelle, dite parfois église des Cordeliers de Paris.
Occupant un espace circonscrit par la rue Antoine-Dubois, la rue Monsieur-le-Prince, jouxtant l'église Saint-Côme (angle de la rue Racine et du boulevard Saint-Michel), la rue de La Harpe et bordé par la rue qui porte alors son nom, devenue rue de l'École-de-Médecine. Sans avoir cette indépendance radicale, franche, marquée par des murailles qui l'entourent et en font une véritable ville (tel le Temple), le couvent des Cordeliers était un vaste conglomérat où les siècles avaient accumulé des bâtiments de nature et de vocation variées.[pas clair] C'était l'une des plus anciennes implantations monastiques dans le Paris médiéval.
Sous le règne d'Henri IV, on y installa temporairement la bibliothèque du Roi (1604-1622). Avant la Révolution, les moines louaient certaines de leurs salles à des artistes ou à des sociétés. C'est ainsi que l'urbaniste Edme Verniquet y installa avec ses collaborateurs en 1785 un atelier où fut dessiné le plan de Paris terminé en 1791. Le couvent connaissait alors une période de décadence due à une crise de recrutement.[réf. souhaitée]
Au cours des XVe et XVIe siècles, les franciscains s'y développent. Hélas, un grand incendie toucha la chapelle et le cloître en 1580. Deux ans plus tard, la reconstruction de l'église débute, s'achevant alors en 1606. Le nouveau cloître émerge quant à lui en 1683. Leur influence sera considérable sur l'enseignement et la vie spirituelle à Paris en raison de l'appui que recevait la confrérie de la part du pape et des rois de France.

#### La chapelle
La chapelle était accolée à un cloître dont l'une des faces était surélevée par un bâtiment où se réunissaient les théologues de l'ordre. Elle donnait tout à la fois sur le cloître et le beau jardin qui s'étendait derrière jusqu'au collège d'Harcourt : planté d'arbres, il offrait de plaisantes allées en arceaux de verdure. C'est dans cette salle que se réunissent les membres du Musée de Paris que l'on trouve rue Dauphine ; et c'est dans cette salle que l'on trouvera bientôt les membres du Club des Cordeliers qui vont y tenir des réunions dont le caractère insurrectionnel est d'emblée plus marqué qu'au Club des Jacobins où la progression dans la violence sera plus lente.
On peut se référer à une description que donna Roussel d'Épinal : « Une chapelle assez vaste, servait de local au club des Cordeliers : malgré les mutilations qu'on y avait faites, on trouvait encore à la voûte des traces de dévotion. Cette enceinte présentait un ovale tronqué à ses extrémités, garni de bancs de bois en amphithéâtre, surmonté d'espèces de tribunes : l'ovale était coupé dans sa longueur d'un côté par le bureau du président et par la tribune des orateurs de l'autre. Environ trois cents personnes de tout âge et de tout sexe garnissaient ce local ; leur costume était si négligé et si crasseux qu'on les aurait pris pour une réunion de mendiants. Derrière le président était collé sur le mur le tableau de la Déclaration des droits de l'Homme, couronné de deux poignards en sautoir. Les bustes en plâtre de Brutus et de Guillaume Tell, placés de chaque côté, semblaient mis là exprès pour servir de gardiens au tableau. En face, derrière la tribune, figuraient pour pendants les bustes de Mirabeau et d'Helvétius, avec celui de Jean-Jacques Rousseau au milieu. De grosses chaînes rouillées, rangées en feston au-dessus de leurs têtes, servaient de couronnement. On me dit qu'on avait tiré ces chaînes de la Bastille ; mais j'ai appris depuis qu'elles avaient été achetées sur le quai de la Ferraille » (Le Château des Tuileries, ou Récit de ce qui s'est passé dans l'intérieur de ce Palais, par P. J. A. R. D. E. [Pierre-Joseph-Alexis Roussel, d'Épinal], Paris, Lerouge, 1802, t. I, p. 266.)

#### Le collège des Cordeliers et l'amphithéâtre Saint-Côme
En 1217, le collège des Cordeliers de l'ancienne université de Paris est fondé par les franciscains au sein du couvent, le long de l’actuelle rue Antoine-Dubois.
À la Renaissance, les franciscains ouvrent un amphithéâtre d'anatomie pour les chirurgiens de la confrérie de Saint-Côme et de Saint-Damien au sein de l'église Saint-Côme-Saint-Damien, berceau des plus grands chirurgiens français.
En 1776, les chirurgiens de l'académie royale de chirurgie, qui a succédé à la confrérie de Saint-Côme et de Saint-Damien dissoute par Louis XV, déménagent de l'autre côté de la rue, au n° 12, sur le terrain de l'ancien collège de Bourgogne pour y construire le nouveau bâtiment de l'académie. À cette époque, l'académie royale de chirurgie est libre des dogmes de la faculté de médecine, alors située rue de la Bûcherie.

### Pendant la Révolution

#### Réquisition du couvent
En mai 1790, la chapelle du couvent fut réquisitionnée par le club que fonda Georges Jacques Danton. Il prit le nom de Club des Cordeliers. Cependant, le club, dont la dénomination exacte était Société des amis des droits de l'homme et du citoyen, fut chassé du couvent par la Municipalité de Paris qui apposa des scellés sur la porte le 16 mai 1791.
Le club changea donc de local à plusieurs reprises pour se fixer, dès le 18 mai, dans l'Hôtel de Genlis (aujourd'hui détruit), alors appelé le musée de Paris, à l'actuel no 24 de la rue Dauphine.

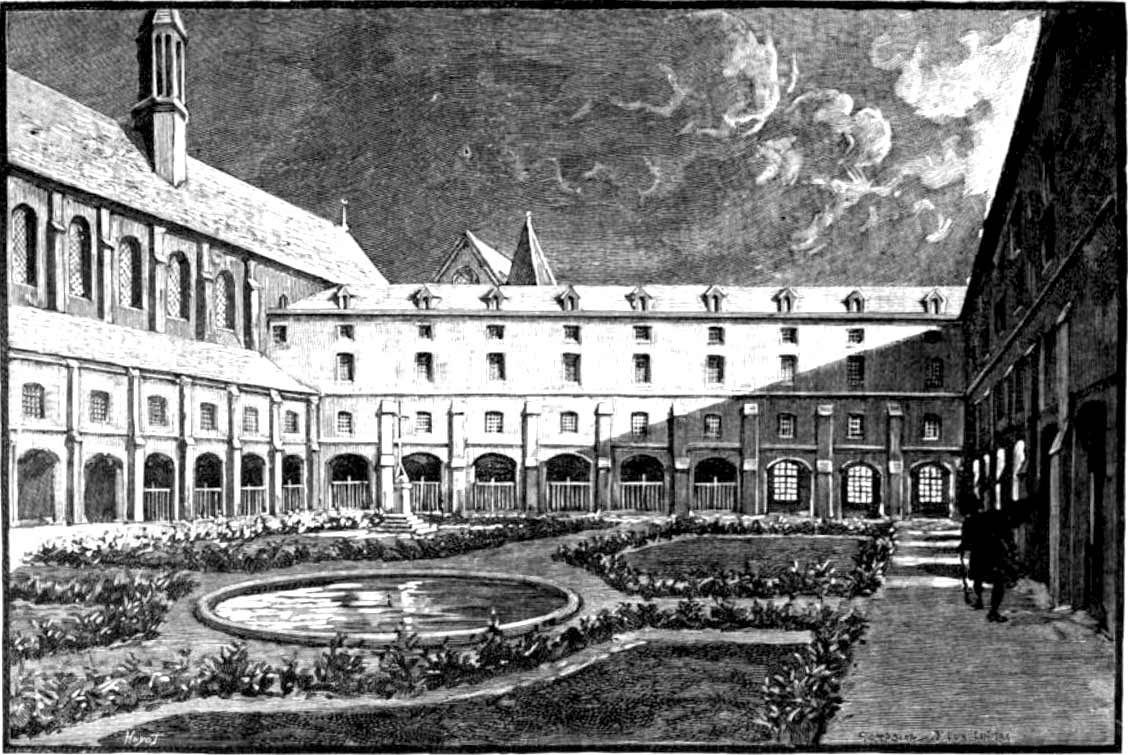
Le couvent des Cordeliers en 1793.

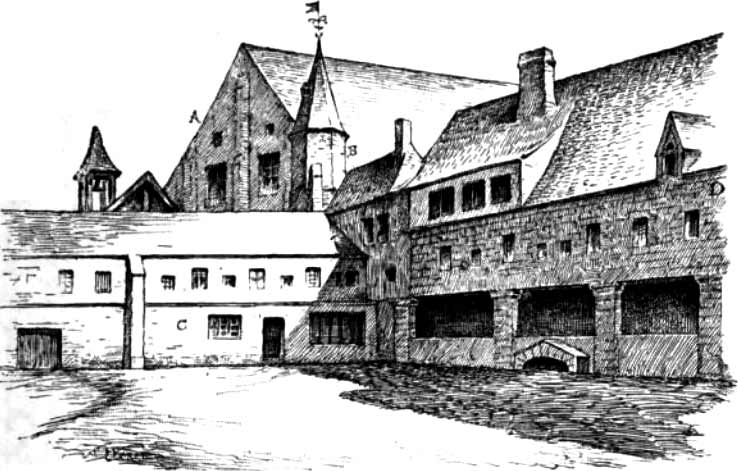
Le couvent des Cordeliers en 1793.

#### Personnalités du club des Cordeliers
Intégré au tissu urbain du quartier comme les autres clubs et sociétés fraternelles qui se multiplièrent dès le début de la Révolution,[réf. souhaitée], le couvent des Cordeliers va être le point de fixation d'une activité démocrate de gauche, fondée, comme l'emblème du club - l’œil de la surveillance - l'indique, sur la dénonciation des abus et des injustices faites aux patriotes de toutes conditions.[réf. souhaitée]. Des meneurs habitent dans le voisinage immédiat, tels Pierre-Gaspard Chaumette, le couple Simon, — que l'on retrouvera à la prison du Temple assurant l'éducation du dauphin —, Jean-Paul Marat et Danton (bien que ce dernier, souvent présenté à tort comme le leader des Cordeliers, s'éloigna rapidement du club après sa création). Enfin, Camille Desmoulins habite un peu plus haut dans les maisons que l'on vient de construire sur la place du Théâtre-Français (l'ancien Odéon). Le boucher Louis Legendre, amis de Danton, a son étal dans une rue voisine. Les journalistes Momoro et François Robert, Fournier l'Américain, ou encore le Chevalier de Rutledge, fréquentent le club, qui est ouvert aux femmes, comme la demoiselle Le Maure (ou Lemaure) qui est une membre assidue et participe à la rédaction d'adresses et de pétitions.
Après la journée du 10 août 1792, une partie du couvent fut transformée en hôpital pour les Marseillais blessés au cours de l'assaut des Tuileries. Jean-Paul Marat (mort en juillet 1793) est enterré dans le jardin des Cordeliers sous un saule pleureur, jusqu'à son transfert au Panthéon français.
Le club est fermé en 1795.

#### Implantation de l'École de médecine de Paris
Le 8 août 1793, la faculté de médecine de l'ancienne université de Paris ainsi que l'académie royale de chirurgie (située au n° 12) sont supprimées par la Convention.
En décembre 1794, l'École de santé de Paris est créée, reprenant les fonctions de la faculté de médecine de l'ancienne université de Paris. Le couvent des Cordeliers, devenu bien national, est alors affecté à la nouvelle école de santé, trop à l'étroit au sein de son siège de l'ancienne académie royale de chirurgie. Les anciens bâtiments du couvent des Cordeliers sont progressivement démolis entre 1795 et 1877.
En janvier 1795, les cours de la nouvelle École de santé de Paris débutent dans les bâtiments du couvent des Cordeliers, ainsi qu'au sein du bâtiment de l'ancienne École de chirurgie. Elle doit former les futurs chirurgiens des armées de la République. En 1797, l'école accueille plus de 1 000 étudiants, alors qu'elle n'était prévue que pour en former 300 étudiants. Ils y suivent des cours d'anatomie, d'histoire naturelle et de chimie.
En 1798, l'École de santé devient l'École de médecine de Paris, qui donnera son nom à la rue.

### AuXIXesiècle
Sous le Premier Empire, l'École de médecine de Paris est érigée en faculté par décret du 17 mars 1808. Elle retrouve ainsi son titre de l'Ancien Régime.
En 1812, près de 1 300 étudiants sont inscrits en première année au sein de la faculté de médecine de Paris. La partie orientale du cloître est affectée à la faculté, qui en conserve le tracé et utilise même les pierres pour sa reconstruction. Elle s'y développe et ensevelit une partie du couvent.
Dans sa disposition actuelle, il rappelle le troisième cloître du couvent, construit en 1673. De part et d'autre du bâtiment qui lui fait face, on abat les groupes de maisons qui l'entourent, dont celles où vivait le couple Simon, et la maison de Jean-Paul Marat. Cette maison se trouvait à l'extrémité des bâtiments qui font l'angle de la rue de l'École-de-Médecine et du boulevard Saint-Germain.
En 1835, le musée Dupuytren de la faculté de médecine de Paris est créé au sein du bâtiment du réfectoire du couvent, en même temps que la création d'une chaire d'anatomie pathologique au sein de la faculté par Jean Cruveilhier, un élève de Guillaume Dupuytren, anatomiste et professeur de médecine.

### AuXXesiècle
En 1900, l'École pratique de la faculté de médecine de Paris est bâtie par l'architecte français Léon Ginain à l'emplacement des anciens bâtiments du couvent, abattus en 1880. Seul le bâtiment du réfectoire subsiste de l'édifice d'origine. Il fait l’objet d’un classement au titre des monuments historiques depuis le 12 juin 1975. Depuis une quinzaine d'années, cet ancien réfectoire est un lieu d'expositions temporaires artistiques.
En 1970, l'université de Paris se divise en plusieurs universités autonomes à la suite de la loi Faure, la faculté de médecine de Paris et ses différents centres et hôpitaux se répartissant entre plusieurs d'entre-elles. Le couvent des Cordeliers se retrouve partagé entre les nouvelles universités Paris-V (Descartes) et Paris-VI (Pierre-et-Marie-Curie).

### Aujourd'hui
Le musée Dupuytren, propriété de Sorbonne Université, occupe le réfectoire jusqu'en 2016, date à laquelle il est transféré sur le campus Pierre-et-Marie-Curie. Le cloître appartient également à Sorbonne Université et abrite les laboratoires de recherche du Centre de recherche des Cordeliers de Sorbonne Université (CRC) ainsi que certains des services administratifs des études doctorales et des services de médecine préventive.
Le reste des bâtiments est occupé par la faculté de santé de l'université Paris-Cité, anciennement Paris-V Descartes, et son unité de formation et de recherche de médecine.
La RIVP a réalisé la restauration de l’ancien réfectoire du couvent des Cordeliers avec la restructuration et une mise aux normes de la salle événementielle de 700 m2 située au rez-de-chaussée du bâtiment. Cette réhabilitation prévoit également la création de 39 logements dédiés à des chercheurs répartis en 21 logements sociaux PLS pour des jeunes chercheurs et 18 logements para-hôteliers pour chercheurs internationaux,.

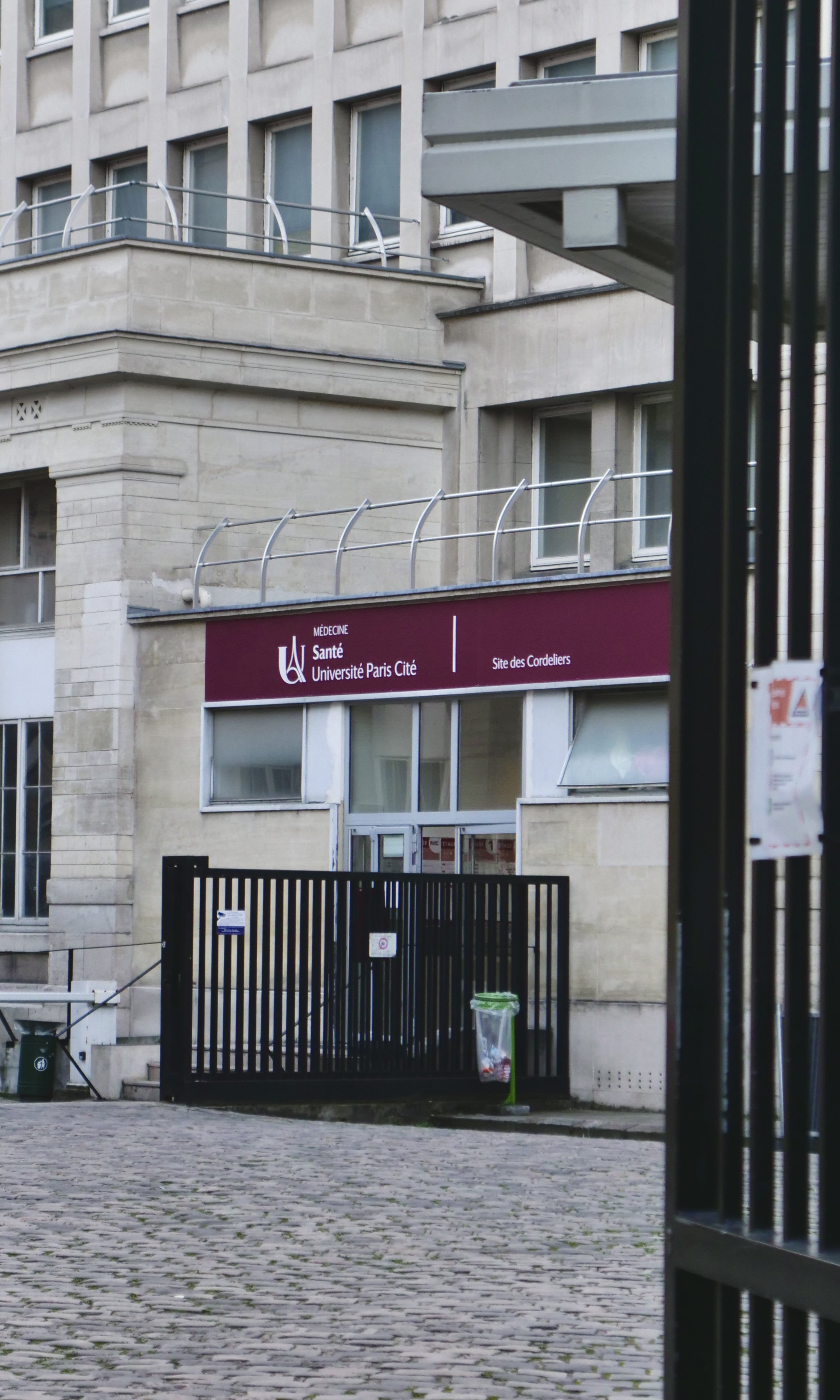
Le bâtiment de l'UFR de médecine, entre l'ancien réfectoire et le cloître.
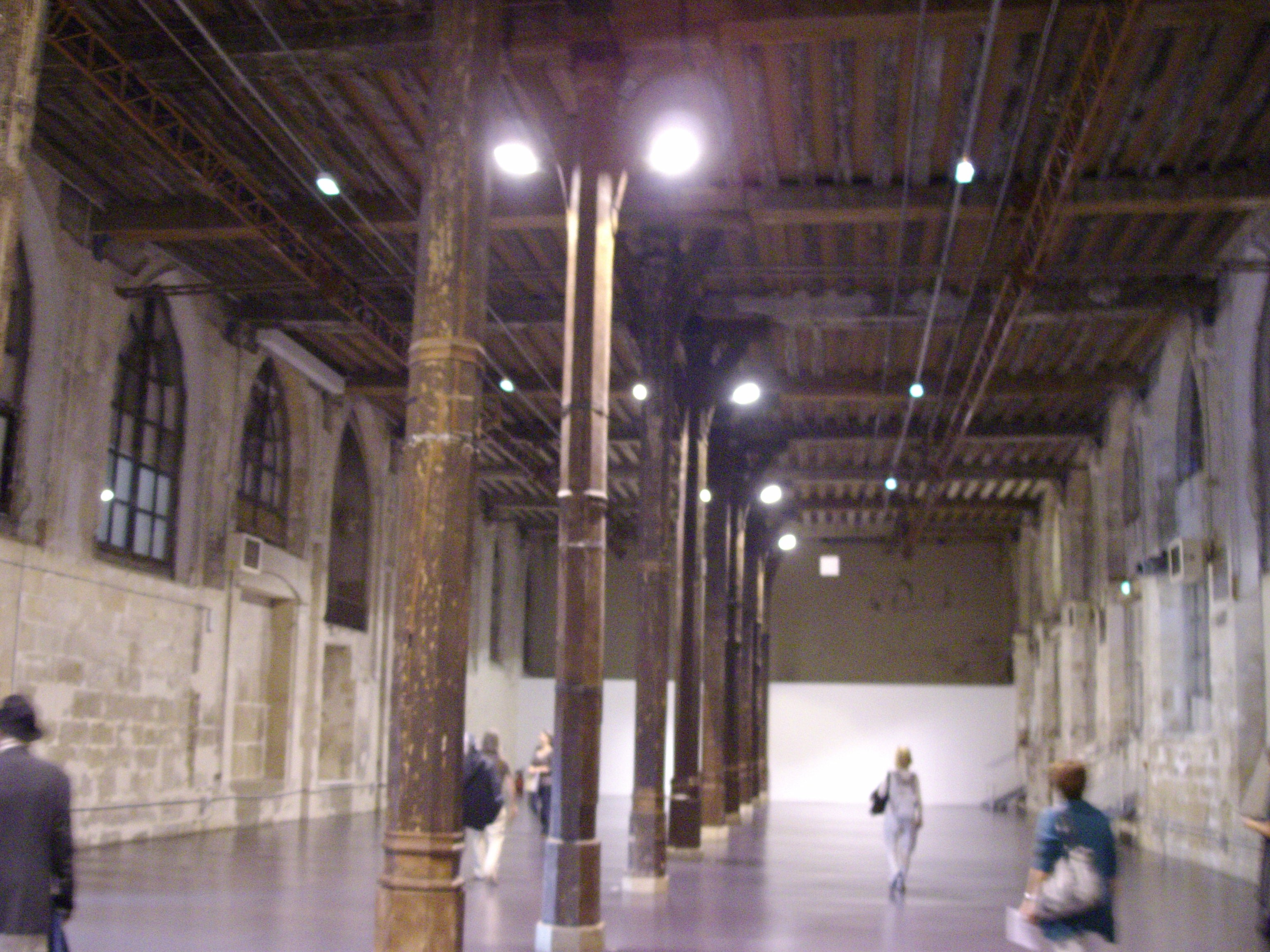
Intérieur du réfectoire.
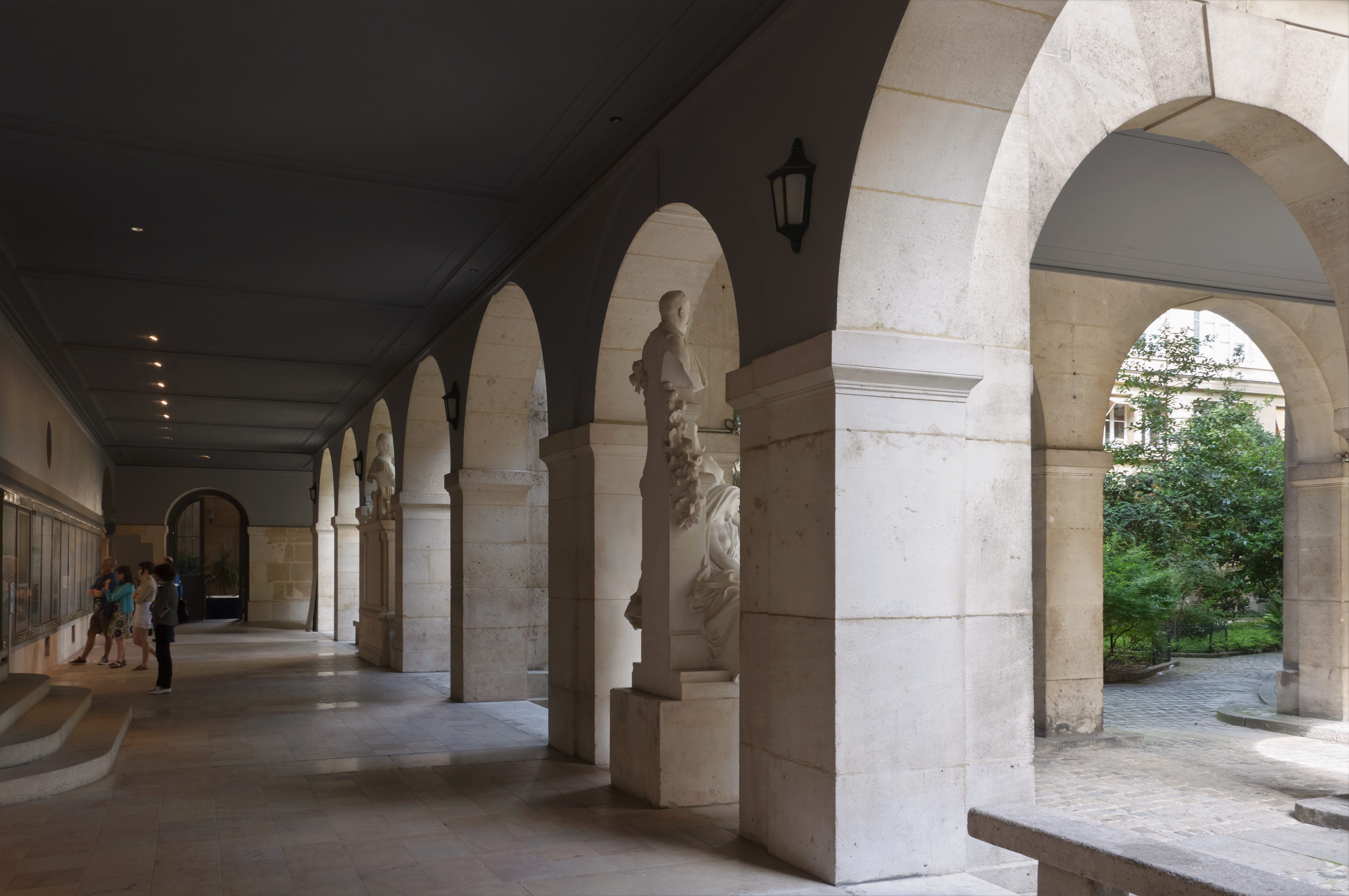
Le cloître du site des Cordeliers.